# Volta a Salamanca
A Volta a Salamanca (em espanhol : Vuelta a Salamanca) é uma corrida de ciclismo espanhola disputada na província de Salamanca, em Castela e Leão. Criada em 1935, a primeira edição está vencida por Julián Berrendero.. Reservada depois aos corredores amadoras, tem visto passar de futuros campeões como Miguel Indurain, Joseba Beloki ou Alejandro Valverde. Está inscrita ao calendário nacional da Real Federação Espanhola de Ciclismo.
Após uma interrupção de seis anos, está relançada pela Escola de Ciclismo Promesal em 2018. A direcção da prova está retomada pelo antigo ciclista profissional Laudelino Cubino.

## Palmarés
| Ano       | Ganhador                  | Segundo             | Terceiro                 |
| --------- | ------------------------- | ------------------- | ------------------------ |
| 1935      | Julián Berrendero         |                     |                          |
| 1936-1982 | ?                         |                     |                          |
| 1983      | Miguel Indurain           |                     |                          |
| 1984-2000 | ?                         |                     |                          |
| 2001.     | Jorge Ferrío              | Gerardo García      | Alejandro Valverde       |
| 2002      | Juan Manuel Rivas         | Héctor Guerra       | Luis Pasamontes          |
| 2003      | Rubén Tapias              | Antonio Arenas      | Vicent Perales           |
| 2004      | Ángel Vallejo             | Jaume Rovira        | Diego Galego             |
| 2005      | Miguel Silvestre          | Juan Pablo Suárez   | Francisco Torrella       |
| 2006      | David Gutiérrez Gutiérrez | Juan Carlos Escamez | Óscar Pujol              |
| 2007      | Óscar Laguna              | Félix Casañs        | Carlos Oyarzún           |
| 2008      | Ibon Zugasti              | Guillermo Lana      | Óscar García-Casarrubios |
| 2009      | Carlos Oyarzún            | Moisés Dueñas       | Alexander Rybakov        |
| 2010      | Víctor de la Marche       | José Antonio Cerezo | Jordi Simón              |
| 2011      | José Antonio de Segovia   | Karol Domagalski    | Darío Gadeo              |
| 2012-2017 | não organizado            |                     |                          |
| 2018      | Raúl García de Mateos     | Eloy Teruel         | Alejandro Ropero         |
| 2019      | Iván Martínez             | Jefferson Cepeda    | Eusebio Pascual          |